# John Hampden
John Hampden (Great and Little Hampden, Buckinghamshire, Reino Unido 1595-Thame, Reino Unido, 24 de junio de 1643) fue un político inglés y uno de los principales parlamentarios que desafío la autoridad de Carlos I de Inglaterra en el período previo a la Guerra Civil inglesa (Revolución Inglesa). Se convirtió en una figura nacional cuando fue juzgado en 1637 por su negativa a pagar el impuesto "ship money" y fue uno de los Cinco Miembros del Comité cuyo intento inconstitucional de arresto por parte del rey Carlos I en la Cámara de los Comunes del Reino Unido en 1642 provocó la Guerra Civil.
Murió debido a las heridas que recibió durante la Batalla de campo de Chalgrove en la guerra, Hampden se convirtió en un símbolo del patriotismo inglés. Las guerras establecieron el precedente constitucional que indicaba que el monarca no puede gobernar sin el consentimiento del parlamento, un concepto legalmente establecido durante la Gloriosa Revolución en 1688 y la posterior Declaración de Derechos de 1689 . Los victorianos ubicaron una estatua de Hampden en la entrada central del Palacio de Westminster como símbolo para reconocerlo como el parlamentario más noble de la oposición, por eso lleva una espada en su mano, demostrando su disposición para defender los derechos de Parlamento. Como uno de los Cinco Miembros de la Cámara de los Comunes, Hampden es conmemorado cada año por el Rey de Inglaterra durante la Ceremonia de apertura del Parlamento del Reino Unido, cuando las puertas de la Cámara de los Comunes es cerrada de golpe en la cara de un mensajero del rey, simbolizando los derechos de Parlamento y su independencia del monarca.

## Orígenes
Fue descendiente del legendario William Hampden, de la Casa Hampden. Nació en Buckinghamshire, hijo de Griffith Hampden y Anne Cavea y descendiente de una familia muy antigua de aquel condado.

## Juventud
Debido la muerte de su padre, cuando todavía era un niño, se convirtió en el dueño de una gran finca y una sala de la corona. Fue educado en la Escuela de Lord Williams en Thame, y el 30 de marzo de 1610 se convirtió en un estudiante del Magdalen College (Oxford). En 1613 fue admitido como estudiante del Inner Temple.

## Carrera

### Parlamento Inglés
Hampden inicialmente ingresó al Parlamento en representación de la ciudad de Grampound, Cornualles en 1621. Más tarde, representó a Wendover en los primeros tres parlamentos de Carlos I. En abril de 1640 fue elegido como diputado por Buckinghamshireen el Parlamento Corto y fue reelegido como diputado por Buckinghamshire para el Parlamento Largo en noviembre de ese mismo año. Ocupó este cargo hasta su muerte en 1643.
En los primeros días de su carrera parlamentaria, se contentó al ser eclipsado por dirigentes como John Eliot, John Pym  y Robert Devereux, III conde de Essex.
Sin embargo, para muchos, fue Hampden, y no Eliot o Pym, quien debió ser visto como la figura central en el inicio de la Revolución Inglesa . Tal vez por esto los victorianos ubicaron su estatua en el Palacio de Westminster. Esta se encuentra frente a la del Edward Hyde, primer conde de Clarendon.

### Puntos de vista sobre el impuesto "Ship Money"
Gran parte de la fama de Hampden, sin duda, nació debido a la posición que asumió en contra del impuesto conocido como "ship money". Oponerse a este impuesto fue un reflejo de lo que fue como persona, de su cercanía a la gente del pueblo, su carácter modesto, su aversión a aceptar sus pretextos y los de otros, su valiente desprecio al peligro y su disposición caritativa para proteger a los demás de las consecuencias de tomar malas acciones políticas.

### Trabajo en el Comité
Durante sus primeros años en el parlamento, Hampden, hasta donde se sabe, no participó en debates públicos, y se dedicó a ejercer trabajos en el comité, para lo cual parece haber tenido una aptitud especial. En 1626 tomó parte activa en la preparación de los cargos en contra de Buckingham. En enero de 1627 fue obligado a responder en el consejo de dirección por su negativa a pagar un préstamo forzoso.  Ese mismo año fue condenado a casa por cárcel y finalmente fue confinado en Hampshire, tiempo después fue puesto en libertad justo antes de la reunión del parlamento, en el que una vez más volvió a apoyar a sus líderes pero de forma discreta.
Durante 1629 Hampden se mantuvo en contacto, mediante correspondencia, con Eliot, quien se encontraba encarcelado, compartía con él las diferentes perspectivas de la Colonia de Bahía del Massachusetts. Hampden fue una de las personas a quien el Conde de Warwick le concedió tierras en Connecticut en la que era entonces la Colonia de Saybrook, conocida hoy como Old Saybrook, Connecticut, Estados Unidos Aunque algunos afirman que no hay fundamento para sustentar que Hampen intentó emigrar a las colonias con Cromwell en Estados Unidos, otros afirman que Cromwell y otros arquitectos de la Guerra Civil Inglesa, incluyendo Hampden, pudieron haber estado cerca de mudarse a Estados Unidos en la década de 1630. El autor Kevin Phillips señala que, "Incluso en la década de 1770, los residentes de Old Saybrook aún hablaban de que había prominentes miembros del parlamento inglés viviendo en el pueblo.
No fue sino hasta 1637, sin embargo, que su resistencia al pago del impuesto "ship money"  le hizo ganar gran fama. Siete de los doce jueces que seguían su juicio desistieron de las acusaciones, pues la conexión entre los derechos de propiedad y el sistema parlamentario se empezaron a establecer firmemente en la mente popular. Dice Clarendon, que expresaba su admiración al "genio raro y la modestia" de Hampden en la crisis que vivió.

### Parlamento Corto
Inició sus funciones en el Parlamento Corto el 13 de abril de 1640, donde aventajó a sus dirigentes. Guio a la Cámara en el debate del 4 de mayo en su oposición a aceptar la concesión de doce subsidios económicos a cambio de que el parlamento acabara con sus intenciones de eliminar el impuesto "ship money". También se opuso a las intenciones del rey de iniciar una guerra contra Escocia.

### Parlamento Largo
En el Parlamento Largo, aunque Hampden no era un locutor frecuente,  trazó su camino político con suficientes intervenciones magistrales. Su poder consistía en su influencia personal, y su capacidad para debatir y refutar a sus iguales.  "No fue un hombre de muchas palabras," dice Clarendon, "y raramente empezó un discurso o dio inicio a cualquier debate, sin embargo era un orador de mucho peso, y antes de dar su discurso escuchaba y analizaba detenidamente todo el debate para saber hacia dónde se inclinaba el parlamento, luego tomaba el argumento y poco a poco, con claridad y astucia, llevaba a los otros a la conclusión que él deseaba; y si no lo conseguía, nunca se rendía en su intento para aplazar el debate". 
Hampden fue uno de los ocho directivos de la persecución de Strafford. Al igual que Pym, estaba a favor del procedimientos más legales y regulares por medio del juicio político y no por proscripción, que en la etapa posterior fue apoyado por la mayoría de la Cámara de los Comunes; a través de su influencia se efectuó un compromiso por el cual, mientras que la proscripción era adoptada, un abogado de Strafford podrìa ser escuchado en el caso de un juicio político, y así se evitó una altercado grave entre las dos casas, que amenazaba con provocar la ruptura del proceso entero.

### Debate sobre el Episcopado

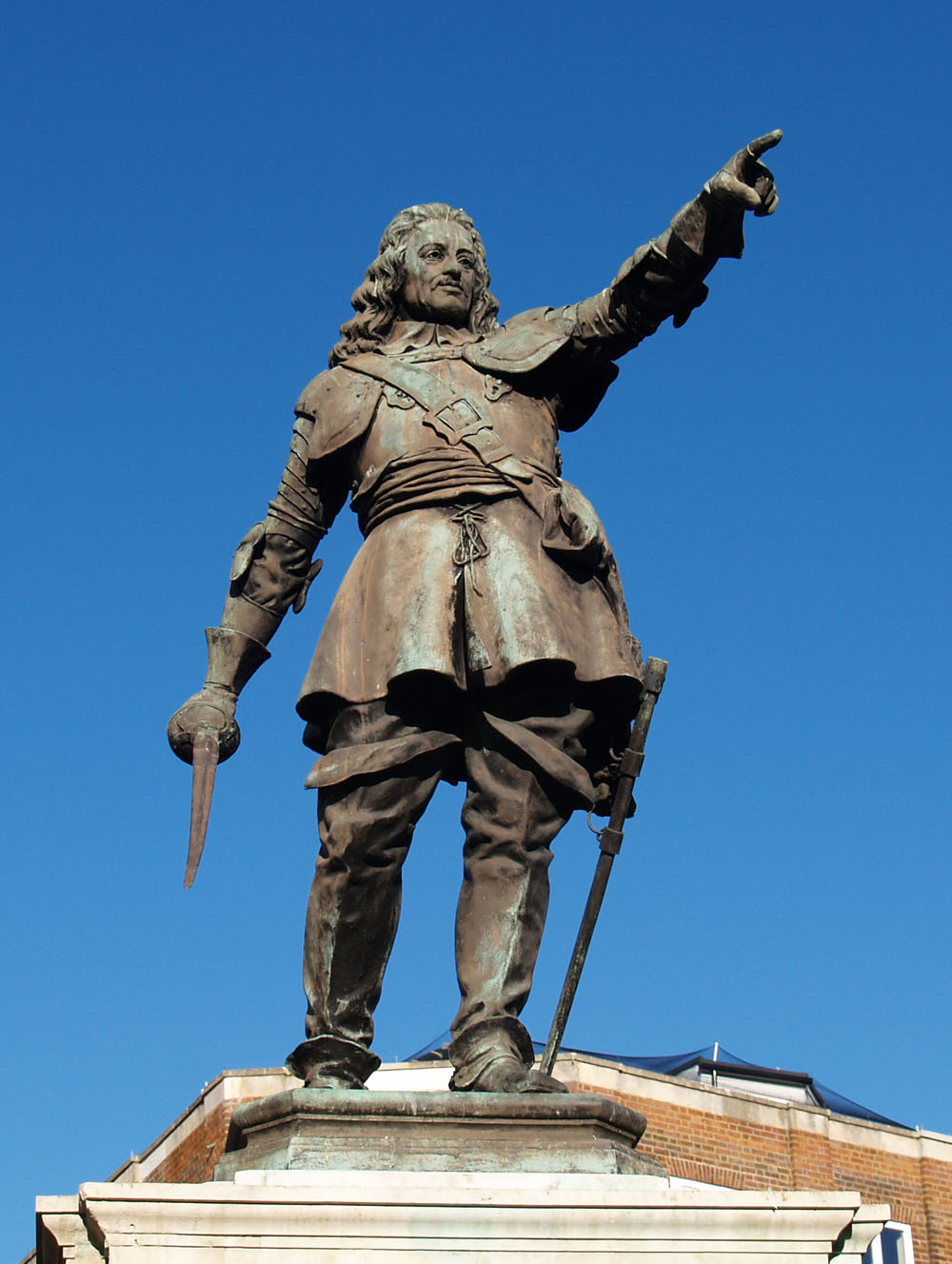
Estatua de John Hampden en Market Square, Aylesbury, Buckinghamshire

Existía otro punto en el cual no había acuerdo en el parlamento. Una gran minoría deseaba conservar el episcopado y mantener Libro de Oración Común sin alteraciones, sin embargo la inmensa mayoría estaba dispuesta a abolir una y modificar la otra. Basta con decir que Hampden apoyó plenamente las ideas de los opositores del episcopado, pero no lo hizo por ser un teólogo presbiteriano, sino debido a que los obispos, en su época,  estuvieron plenamente comprometidos en la imposición de las ceremonias en un intento de establecer el papado, algo que los puritanos consideraban imposible. La gran desconfianza que sentía Hampden hacia los obispos era tan amplia como la que sentía a la monarquía regente en ese momento. Por lo tanto, la disputa acerca de la iglesia logró  iniciar un ataque sobre la monarquía y cuando la mayoría de la Cámara de los Lores se alió con el episcopado y quiso mantener intacto el Libro de Oración Común, ese ataque se trasladó a la Cámara de los Lores también.
Fueron muchos los intentos de soborno que la monarquía ofreció a Hampden y sus amigos. Carlos I, con mucho gusto, les habría dado oficinas y títulos si hubiesen renunciado a sus principios. Pero la convicción de Hampden era tan fuerte que el mismo rey entendió que nunca iba a desistir en sus posiciones. Era un partidario cálido de la Gran Protesta y por esto fue uno de los cinco integrantes del parlamento sometidos a un juicio político, conocido a partir de entonces en la historia como los Cinco Miembros  (los otros eran John Pym, Arthur Haselrig  , Denzil Holles y William Strode  ), el intento de arresto a estos parlamentarios dio inicio a un enfrentamiento abierto entre la monarquía y el parlamento. En medio de este ambiente de tensión se suprimió la Gran Protesta, y fue debido a la intervención del propio Hampden que se logró prevenir un conflicto mayor. Todo esto le permitió a Hampden crear dos condiciones para oponer una resistencia fuerte ante el rey de Inglaterra, estas eran:
- Un ataque a la religión.
- Un ataque a las leyes fundamentales.

No puede haber ninguna duda de que Hampden creía plenamente que ambas condiciones se cumplirían en 1642.

## Guerra Civil inglesa (Revolución Inglesa)

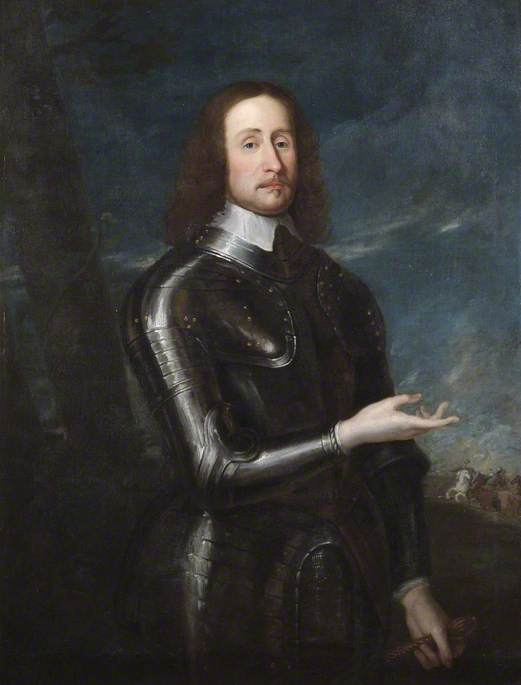
Una pintura de John Hampden por Godfrey Kneller

Cuándo se inició la Guerra Civil inglesa, Hampden fue nombrado miembro del comité para la seguridad, llevó un regimiento de hombres de Buckinghamshireen pro de la causa parlamentaria, y en su calidad de diputado-lugarteniente llevó a cabo un reclutamiento de milicias en el condado. Durante las operaciones militares iniciales de la guerra tuvo mucho éxito. No peleó realmente en la Batalla de Edgehill (23 de octubre de 1642). Aunque sus tropas permanecieron todo el tiempo en la retaguardia, lograron arrestar al Príncipe Ruperto del Rin que se encontraba en Kineton, e insistieron para que el Conde de Essex reforzara su ataque allí debido al desastre de Brentford. En la primavera de 1643, el regimiento de Hampden participó en el asedio de Reading, que se rindió el 27 de abril. A pesar de que Essex pretendió adelantar la campaña y atacar la sede del Rey en Oxford, se quedó en Thame debido a algunos malestares de salud, para ese entonces había escasez de caballería pues necesitaba refinanciar su campaña y encontrar a un inversor para pagar a sus tropas.
Sin embargo, Hampden no fue reconocido por su labor como jefe de regimiento. Tanto en épocas de paz como de guerra se distinguió por dar ideas concretas y no divagar, es decir, era una persona que buscaba solucionar las cosas dirigiéndose a lo esencial, por eso, en la lucha constitucional anterior entendió que lo necesario no era la guerra si no reiterar la supremacía de la Casa de los Comunes. Cromwell decidió que la mejor forma para ganar la guerra era abatir a todos los enemigos, esto hizo que Hampden protestara inmediatamente contra Essex. Su influencia se hizo sentir por igual en el parlamento y en el campo. Pero él no estaba en el mando supremo, y no tenía nada de esa impaciencia que, a menudo, conducía a los hombres a obedecer órdenes que consideran incorrectas, él siempre opinaba si algo estaba en contra de sus principios.

### Muerte

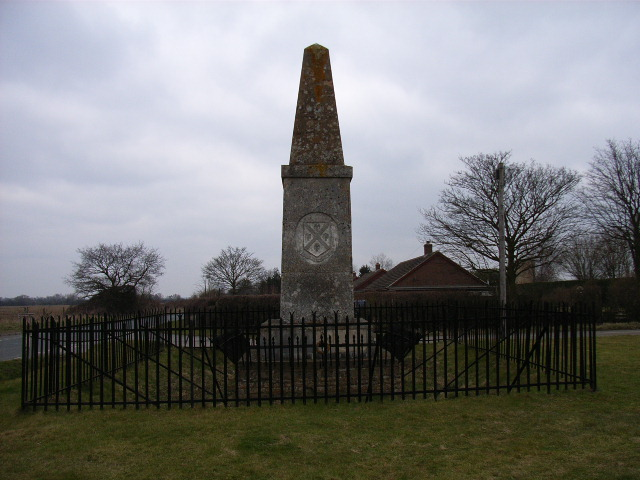
Monumento a Hampden, Chalgrove. Un monumento a John Hampden, quién fue mortalmente herido a 700 km al norte de este lugar en 1643 mientras luchaba en la Guerra Civil inglesa en el Campo Chalgrove.

En la noche de 17 de junio de 1643, El Príncipe Rupert del Rin inició una operación en Oxford para capturar a la persona que estaba financiando al ejército parlamentario, esta misión resultó fallida, sin embargo el príncipe tuvo éxito en el ataque a dos guarniciones de Essex, una ubicada en Postcombe y la otra en Chinnor. Hampden cabalgó como voluntario junto a 1,100 soldados y dragones bajo el mando de Lord Philip Stapleton en persecución de Rupert, esto con la intención de retrasarle durante el tiempo suficiente como para que el ejército más grande de Essex pudiese actuar y obtener la victoria. Rupert detuvo su caballería en Chalgrove para emboscar a los que le perseguían y permitir que 800 tropas móviles escaparan a través del vado del río Thame en Chiselhampton. Durante la subsiguiente batalla del campo de Chalgrove , Hampden fue mortalmente herido en el hombro (algunas fuentes afirman que por dos balas de carabina, otros que por fragmentos de su propia pistola, que tal vez explotó), esto le ocasionó una fractura en el hueso y lo obligó a abandonar el campo de batalla. Fue trasladado a Thame, donde sobrevivió seis días, y murió el 24 de junio.
La muerte tan repentina de Hampden, durante el inicio de la guerra, representó una tremenda pérdida para los parlamentarios. Hampden era socio de John Pym en el conocido "Grupo de Oriente" en el Parlamento, que se opuso a cualquier acuerdo de paz con el rey, salvo a que esta paz fuera en condiciones favorables. Al mismo tiempo había trabajado para moderar la militancia en el parlamento del "Partido de la Guerra". A pesar de que Hampden era un crítico de Essex (en privado para no ser atacado agresivamente por sus opositores) ayudó a Essex a resistir las críticas del Partido de Guerra. Su muerte fue tomada como un punto de reconciliación entre ambas facciones del parlamento. Oyendo de su muerte, el Parlamentario Anthony Nichol pronunció: "Nunca antes el reino había sufrido la pérdida de un hombre tan grande, un amigo sincero y fiel."

## Vida personal
Matrimonios:
1. Con Elizabeth, hija de Edmund Symeon de Pyrton, Oxfordshire, en 1619.
2. En 1640, con Lettice (o Letitia), hija del Señor Francis Knollys "el Young".

Con su primera esposa tuvo nueve hijos (tres niños y seis niñas).

## Legado

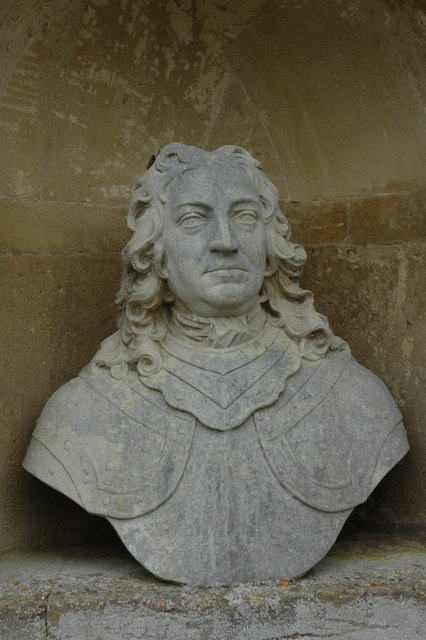
Un busto de John Hampden en Stowe House

Hampden está inmortalizado en el Salón de San Esteban en el Palacio de Westminster, donde se hicieron bustos de él y de otros notables integrantes del Parlamento del Reino Unido. En Gran Bretaña diversos establecimientos llevan su nombre, van desde el estadio Hampden Park , el estadio Queen Park FC y la Selección de fútbol de Escocia. Varias escuelas utilizan su nombre: una escuela primaria en Wendover y otro en Thame, una escuela secundaria en High Wycombe y una escuela en Hertfordshire . También hay una estatua suya en Aylesbury, en el centro de la ciudad (ilustrado arriba) apuntando a su casa en Gran Hampden. 
En Estados Unidos las ciudades de Hampden (Dakota del Norte), Hampden (Massachusetts), Hampden (Maine), Hampden (Wisconsin) y el Condado de Hampden fueron llamados así en su honor. 
Como uno de los cinco miembros de la Cámara de los Comunes, Hampden es conmemorado en la apertura del Parlamento por parte del monarca británico cada año: el soberano, sentado en el trono en la Cámara de los Lores, envía su mensajero, que convoca a los miembros de la Cámara de los Comunes para que atiendan sus demandas. Cuando el mensajero llega a las puertas de la Cámara de los Comunes, estos le cierran la puerta en la cara, lo que simboliza la negativa de los Comunes a que la fuerza del monarca los manipule, demostrando que son autónomos. Esto se estableció en relación con los hechos acontecidos en 1642, cuando el Rey Carlos I quiso someter a la casa de los Comunes en un intento de arrestar los Cinco Miembros. Desde esa época, ningún monarca británico ha ingresado a la Casa de los Comunes.